# Sociedade Brasileira dos Cuteleiros
A Sociedade Brasileira dos Cuteleiros ou SBC é uma associação sem fins lucrativos destinada à divulgação e desenvolvimento da arte da Cutelaria no Brasil.

## Fundação
A Sociedade Brasileira dos Cuteleiros foi fundada em novembro de 2001 por ocasião da vinda do cuteleiro norte-americano Jerry Fisk ao Brasil que ministrou um workshop de uma semana sobre os mais diversos assuntos correlatos à cutelaria e às técnicas de forjamento a um grupo de 14 cuteleiros de diversos estados do Brasil.
Na ocasião ficou clara a importância da congregação dos cuteleiros brasileiros e com o intuito de divulgar e aprimorar a arte da cutelaria e formar novos cuteleiros, que na época eram poucos e dispersos pelo país, a SBC nasceu.
E desse encontro o seu grande incentivador, Jerry Fisk, então Vice-Presidente da American Bladesmith Society, foi nomeado Presidente Emérito, único cargo vitalício da Associação.
| Membros Fundadores da SBC (ordem alfabética) |
| -------------------------------------------- |
| Alexandre Gasparini                          |
| Edson Reis                                   |
| Edson Vieira                                 |
| Flávio Ikoma                                 |
| Francisco Ferrari                            |
| Ivan Campos                                  |
| Jerry Fisk (Presidente-emérito)              |
| João Batista (JB)                            |
| Leandro Pazini                               |
| Luciano Dorneles                             |
| Milton Hoffmann                              |
| Ricardo Lala (Rick Lala)                     |
| Ricardo Vilar                                |
| Roberto Lala                                 |
| Rodrigo Sfreddo                              |

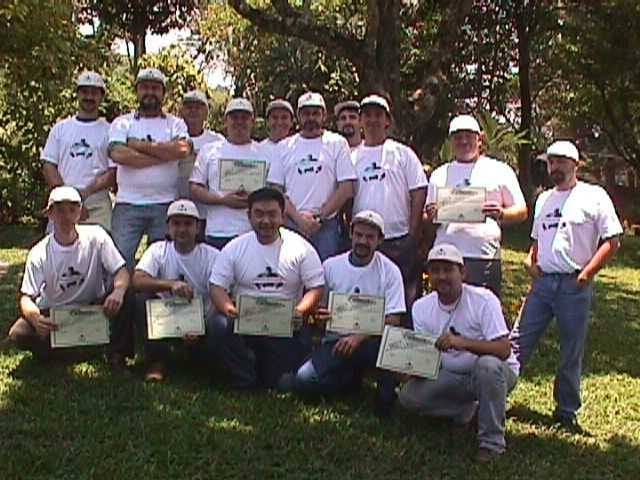
Fundadores da SBC no Workshop. Em pé: Ricardo Lala (Rick), Milton Hoffmann, Alexandre Gasparini, João Batista Jr. (JB), Ricardo Vilar, Jerry Fisk, Leandro Pazini, Luciano Dorneles, Francisco Ferrari e Ivan Campos. Sentados: Rodrigo Sfreddo, Edson Reis, Flavio Ikoma, Roberto Lala e Edson Vieira.

Como o intuito desta associação era o desenvolvimento de conhecimento, surgiu a necessidade de se fazer um curso de cutelaria e assim nasceu o Curso de Cutelaria Artesanal da Universidade de Brasília.
A SBC utiliza atualmente como alguns parâmetros de avaliação do cuteleiro os mesmos parâmetros utilizados pela ABS - American Bladesmith Society.

## Cursos de cutelaria
Na Universidade de Brasília (UNB), existe um curso de extensão de cutelaria, oferecido semestralmente, criado em 2005, denominado "Curso de Cutelaria Artesanal". É considerada como a segunda escola de cutelaria do mundo dentro de uma universidade federal. A iniciativa se deu após a cidade promover quatro edições do Salão de Cutelaria de Brasília, e é fruto da parceria estabelecida entre o Instituto de Artes da Universidade de Brasília (UnB) e a Sociedade Brasileira dos Cuteleiros. Este curso foi criado nos moldes da escola de cutelaria da ABS - American Bladesmith Society e para levantar recursos para sua criação cada cuteleiro da diretoria da SBC, na época, fez uma faca. Estas facas foram leiloadas nos Estados Unidos e o dinheiro foi utilizado para comprar os primeiros equipamentos para a montagem da oficina na escola. Os primeiros professores convidados para lecionar nas cinco primeiras turmas do curso foram: Ricardo Vilar (1º e 4º cursos), Rodrigo Sfreddo (2º curso), Luciano Dorneles (3º curso) e Gustavo Vilar (5º curso).
Outra parceira de sucesso com a SBC é a da Cutelaria Corneta, através da Escola de Cutelaria Artesanal, onde o cuteleiro Ricardo Vilar tem ministrado cursos desde setembro de 2010.
Existe ainda um Curso na Universidade Federal de Campina Grande, o segundo curso ligado a uma Universidade no Brasil.